# Anomis bidentata
Anomis bidentata är en fjärilsart som beskrevs av George Francis Hampson 1910. Anomis bidentata ingår i släktet Anomis och familjen nattflyn. Inga underarter finns listade i Catalogue of Life.